# Columnata

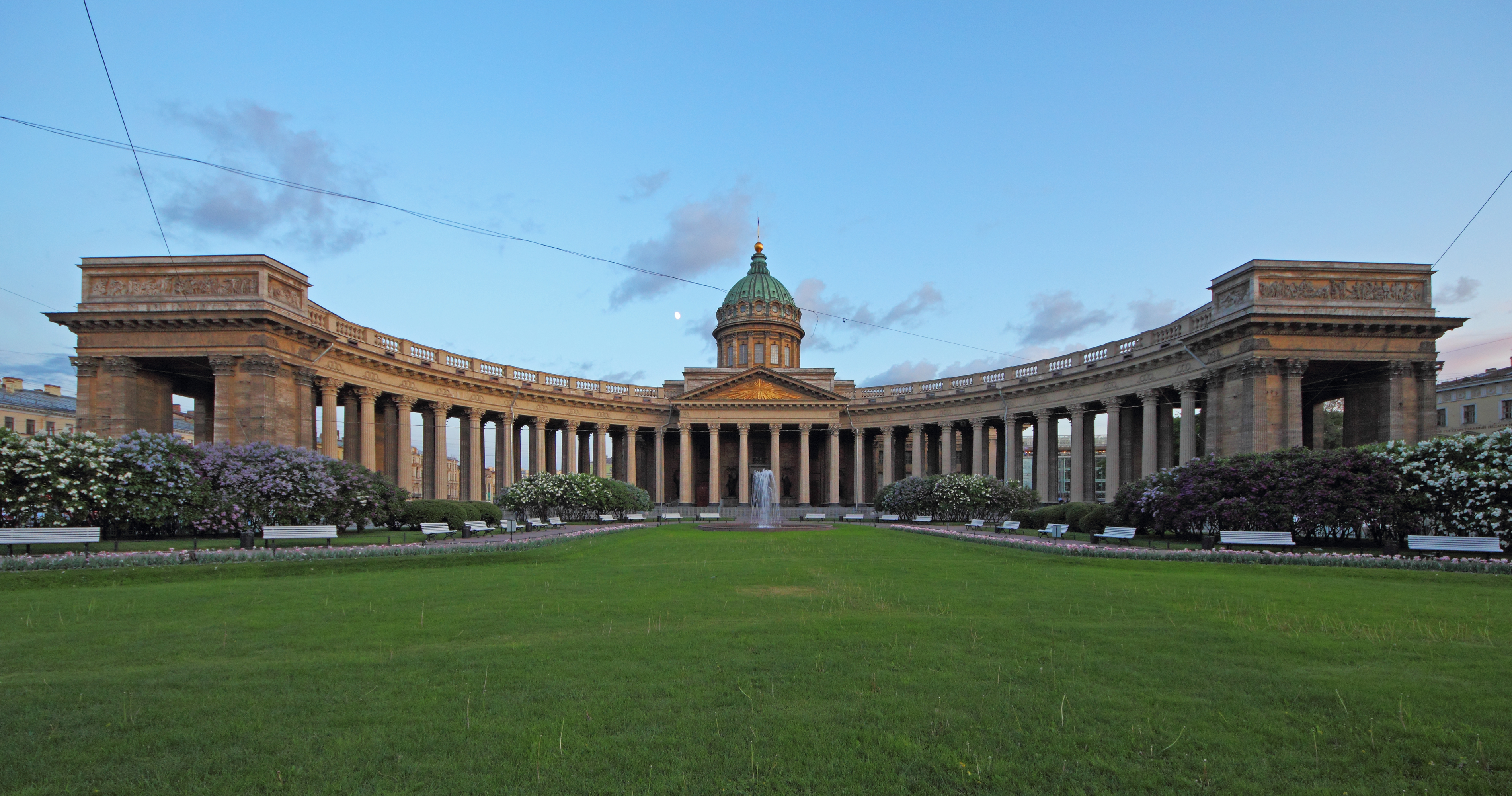
Part de la columnata de la catedral de Kazan, a Sant Petersburg

Una columnata és, en l'arquitectura clàssica, una seqüència llarga de columnes unides per un arquitrau, que sovint constitueixen un element autònom. Alguns exemples en són la columnata de la plaça de Sant Pere del Vaticà o la de la catedral de Kazan, a Sant Petersburg.

## Casos particulars
- Un pòrtic és una columnata que es troba devant d'un edifici de manera que protegeixi la seva porta o entrada principal.
- Un peristil és una columnata que tanca un espai obert, típic de l'antic Egipte, l'antiga Grècia i l'antiga Roma.